# Kvalifikace na Mistrovství světa ve fotbale 2002 (UEFA)
Kvalifikace na Mistrovství světa ve fotbale 2002 zóny UEFA určila 13 účastníků finálového turnaje a jednoho účastníka mezikontinentální baráže se třetím celkem zóny AFC. Evropská kvalifikace začala v srpnu 2000 po Mistrovství Evropy ve fotbale 2000. Celkem 50 reprezentací bylo rozlosováno do 9 skupin po 6, resp. 5 týmech. Vítězové skupin postoupili přímo na MS. Jeden z celků na druhých místech byl náhodně vylosován do mezikontinentální baráže proti třetímu celku z Asie. Zbylá osmička týmů na druhých místech se utkala v baráži o zbylé 4 místenky na závěrečném turnaji.

## Skupina 1
| Tým             | Z  | V | R | P  | GV | GI | +/- | B  |
| --------------- | -- | - | - | -- | -- | -- | --- | -- |
| Rusko           | 10 | 7 | 2 | 1  | 18 | 5  | 13  | 23 |
| Slovinsko       | 10 | 5 | 5 | 0  | 17 | 9  | 8   | 20 |
| Jugoslávie      | 10 | 5 | 4 | 1  | 22 | 8  | 14  | 19 |
| Švýcarsko       | 10 | 4 | 2 | 4  | 18 | 12 | 6   | 14 |
| Faerské ostrovy | 10 | 2 | 1 | 7  | 6  | 23 | -17 | 7  |
| Lucembursko     | 10 | 0 | 0 | 10 | 4  | 28 | -24 | 0  |

## Skupina 2
| Tým         | Z  | V | R | P  | GV | GI | +/- | B  |
| ----------- | -- | - | - | -- | -- | -- | --- | -- |
| Portugalsko | 10 | 7 | 3 | 0  | 33 | 7  | 26  | 24 |
| Irsko       | 10 | 7 | 3 | 0  | 23 | 5  | 18  | 24 |
| Nizozemsko  | 10 | 6 | 2 | 2  | 30 | 9  | 21  | 20 |
| Estonsko    | 10 | 2 | 2 | 6  | 10 | 26 | -16 | 8  |
| Kypr        | 10 | 2 | 2 | 6  | 13 | 31 | -18 | 8  |
| Andorra     | 10 | 0 | 0 | 10 | 5  | 36 | -31 | 0  |

## Skupina 3
| Tým           | Z  | V | R | P | GV | GI | +/- | B  |
| ------------- | -- | - | - | - | -- | -- | --- | -- |
| Dánsko        | 10 | 6 | 4 | 0 | 22 | 6  | 16  | 22 |
| Česko         | 10 | 6 | 2 | 2 | 20 | 8  | 12  | 20 |
| Bulharsko     | 10 | 5 | 2 | 3 | 14 | 15 | -1  | 17 |
| Island        | 10 | 4 | 1 | 5 | 14 | 20 | -6  | 13 |
| Severní Irsko | 10 | 3 | 2 | 5 | 11 | 12 | -1  | 11 |
| Malta         | 10 | 0 | 1 | 9 | 4  | 24 | -20 | 1  |

## Skupina 4
| Tým         | Z  | V | R | P | GV | GI | +/- | B  |
| ----------- | -- | - | - | - | -- | -- | --- | -- |
| Švédsko     | 10 | 8 | 2 | 0 | 20 | 3  | 17  | 26 |
| Turecko     | 10 | 6 | 3 | 1 | 18 | 8  | 10  | 21 |
| Slovensko   | 10 | 5 | 2 | 3 | 16 | 9  | 7   | 17 |
| Makedonie   | 10 | 1 | 4 | 5 | 11 | 18 | -7  | 7  |
| Moldavsko   | 10 | 1 | 3 | 6 | 6  | 20 | -14 | 6  |
| Ázerbájdžán | 10 | 1 | 2 | 7 | 4  | 17 | -13 | 5  |

## Skupina 5
| Tým       | Z  | V | R | P | GV | GI | +/- | B  |
| --------- | -- | - | - | - | -- | -- | --- | -- |
| Polsko    | 10 | 6 | 3 | 1 | 21 | 11 | 10  | 21 |
| Ukrajina  | 10 | 4 | 5 | 1 | 13 | 8  | 5   | 17 |
| Bělorusko | 10 | 4 | 3 | 3 | 12 | 11 | 1   | 15 |
| Norsko    | 10 | 2 | 4 | 4 | 12 | 14 | -2  | 10 |
| Wales     | 10 | 1 | 6 | 3 | 10 | 12 | -2  | 9  |
| Arménie   | 10 | 0 | 5 | 5 | 7  | 19 | -12 | 5  |

## Skupina 6
| Tým        | Z | V | R | P | GV | GI | +/- | B  |
| ---------- | - | - | - | - | -- | -- | --- | -- |
| Chorvatsko | 8 | 5 | 3 | 0 | 15 | 2  | 13  | 18 |
| Belgie     | 8 | 5 | 2 | 1 | 25 | 6  | 19  | 17 |
| Skotsko    | 8 | 4 | 3 | 1 | 12 | 6  | 6   | 15 |
| Lotyšsko   | 8 | 1 | 1 | 6 | 5  | 16 | -11 | 4  |
| San Marino | 8 | 0 | 1 | 7 | 3  | 30 | -27 | 1  |

## Skupina 7
| Tým                 | Z | V | R | P | GV | GI | +/- | B  |
| ------------------- | - | - | - | - | -- | -- | --- | -- |
| Španělsko           | 8 | 6 | 2 | 0 | 21 | 4  | 17  | 20 |
| Rakousko            | 8 | 4 | 3 | 1 | 10 | 8  | 2   | 15 |
| Izrael              | 8 | 3 | 3 | 2 | 11 | 7  | 4   | 12 |
| Bosna a Hercegovina | 8 | 2 | 2 | 4 | 12 | 12 | 0   | 8  |
| Lichtenštejnsko     | 8 | 0 | 0 | 8 | 0  | 23 | -23 | 0  |

## Skupina 8
| Tým      | Z | V | R | P | GV | GI | +/- | B  |
| -------- | - | - | - | - | -- | -- | --- | -- |
| Itálie   | 8 | 6 | 2 | 0 | 16 | 3  | 13  | 20 |
| Rumunsko | 8 | 5 | 1 | 2 | 10 | 7  | 3   | 16 |
| Gruzie   | 8 | 3 | 1 | 4 | 12 | 12 | 0   | 10 |
| Maďarsko | 8 | 2 | 2 | 4 | 14 | 13 | 1   | 8  |
| Litva    | 8 | 0 | 2 | 6 | 3  | 20 | -17 | 2  |

## Skupina 9
| Tým     | Z | V | R | P | GV | GI | +/- | B  |
| ------- | - | - | - | - | -- | -- | --- | -- |
| Anglie  | 8 | 5 | 2 | 1 | 16 | 6  | 10  | 17 |
| Německo | 8 | 5 | 2 | 1 | 14 | 10 | 4   | 17 |
| Finsko  | 8 | 3 | 3 | 2 | 12 | 7  | 5   | 12 |
| Řecko   | 8 | 2 | 1 | 5 | 7  | 17 | -10 | 7  |
| Albánie | 8 | 1 | 0 | 7 | 5  | 14 | -9  | 3  |

## Baráž
Druhý tým skupiny 2 (Irsko) byl vylosován do mezikontinentální baráže proti třetímu celku z Asie. Ostatních 8 celků z druhých míst se utkalo v baráži UEFA.
| 10. listopadu 2001 |         |       |                                                         |
| Belgie             | 1 – 0   | Česko | Roi Baudouin, Brusel diváci: 39 000 rozhodčí: Urs Meier |
| G. Verheyen 28'    | Details |       | Roi Baudouin, Brusel diváci: 39 000 rozhodčí: Urs Meier |

| 14. listopadu 2001 |         |                    |                                                           |
| Česko              | 0 – 1   | Belgie             | Toyota arena, Praha diváci: 18 996 rozhodčí: Anders Frisk |
|                    | Details | Wilmots 85' (pen.) | Toyota arena, Praha diváci: 18 996 rozhodčí: Anders Frisk |

Belgie zvítězila celkovým skóre 2:0 a postoupila na Mistrovství světa ve fotbale 2002.
| 11. listopadu 2001 |         |             |                                                             |
| Ukrajina           | 1 – 1   | Německo     | Olympiyskij, Kyjev diváci: 83 000 rozhodčí: Stefano Braschi |
| Zubov 18'          | Details | Ballack 31' | Olympiyskij, Kyjev diváci: 83 000 rozhodčí: Stefano Braschi |

| 14. listopadu 2001                      |         |              |                                                                               |
| Německo                                 | 4 – 1   | Ukrajina     | Westfalenstadion, Dortmund diváci: 52 400 rozhodčí: Vítor Manuel Melo Pereira |
| Ballack 4', 51' Neuville 11' Rehmer 15' | Details | Ševčenko 90' | Westfalenstadion, Dortmund diváci: 52 400 rozhodčí: Vítor Manuel Melo Pereira |

Německo zvítězilo celkovým skóre 5:2 a postoupilo na Mistrovství světa ve fotbale 2002.
| 10. listopadu 2001      |         |                |                                                                       |
| Slovinsko               | 2 – 1   | Rumunsko       | Centralni Bezigrad, Lublaň diváci: 8 500 rozhodčí: Kim Milton Nielsen |
| Ačimovič 41' Osterc 70' | Details | M. Niculae 26' | Centralni Bezigrad, Lublaň diváci: 8 500 rozhodčí: Kim Milton Nielsen |

| 14. listopadu 2001 |         |             |                                                                  |
| Rumunsko           | 1 – 1   | Slovinsko   | Steaua stadionul, Bukurešť diváci: 24 500 rozhodčí: Hellmut Krug |
| Contra 65'         | Details | Rudonja 55' | Steaua stadionul, Bukurešť diváci: 24 500 rozhodčí: Hellmut Krug |

Slovinsko zvítězilo celkovým skóre 3:2 a postoupilo na Mistrovství světa ve fotbale 2002.
| 10. listopadu 2001 |         |           |                                                                             |
| Rakousko           | 0 – 1   | Turecko   | Ernst-Happel-Stadion, Vídeň diváci: 50 000 rozhodčí: Manuel Mejuto González |
|                    | Details | Buruk 60' | Ernst-Happel-Stadion, Vídeň diváci: 50 000 rozhodčí: Manuel Mejuto González |

| 14. listopadu 2001                             |         |          |                                                                   |
| Turecko                                        | 5 – 0   | Rakousko | Ali Sami Yen, Istanbul diváci: 22 000 rozhodčí: Pierluigi Collina |
| Baştürk 21' Şükür 31' Buruk 45' Erdem 69', 85' | Details |          | Ali Sami Yen, Istanbul diváci: 22 000 rozhodčí: Pierluigi Collina |

Turecko zvítězilo celkovým skóre 6:0 a postoupilo na Mistrovství světa ve fotbale 2002.